# Āq Oţāq
Āq Oţāq (persiska: آق اطاق, Āgh Oţāq) är en ort i Iran.   Den ligger i provinsen Västazarbaijan, i den nordvästra delen av landet, 400 km väster om huvudstaden Teheran. Āq Oţāq ligger 2 269 meter över havet och antalet invånare är 266.
Terrängen runt Āq Oţāq är huvudsakligen kuperad. Āq Oţāq ligger nere i en dal.Runt Āq Oţāq är det ganska tätbefolkat, med 78 invånare per kvadratkilometer. Närmaste större samhälle är Cherāgh Tappeh-ye Soflá, 15,9 km söder om Āq Oţāq. Trakten runt Āq Oţāq består i huvudsak av gräsmarker.